# アメリカ海軍航空母艦一覧
このリストはアメリカ海軍の航空母艦、船体分類記号CV、CVA、CVB、CVLおよびCVNから成る艦のすべてを含む。CVA-58以降の艦はすべて超大型空母である。
なお、艦級別で太字で記載されている艦は、現在就役中である。
護衛空母(CVE)は、アメリカ海軍護衛空母一覧を参照のこと。

## 艦級別
エセックス級/タイコンデロガ級の一部とミッドウェイ級以降は第二次世界大戦後の就役。エンタープライズ(CVN-65)以降は原子力空母。
- ラングレー (USS Langley, CV-1) 1922年3月20日就役（空母として）
- レキシントン級
  - レキシントン (USS Lexington, CV-2) 1927年12月14日就役
  - サラトガ (USS Saratoga, CV-3) 1927年11月16日就役
- レンジャー (USS Ranger, CV-4) 1934年6月4日就役
- ヨークタウン級
  - ヨークタウン (USS Yorktown, CV-5) 1937年9月30日就役
  - エンタープライズ (USS Enterprise, CV-6) 1938年5月12日就役
  - ホーネット (USS Hornet, CV-8) 1941年10月20日就役
- ワスプ (USS Wasp, CV-7) 1940年4月15日就役
- エセックス級/タイコンデロガ級
  - エセックス (USS Essex, CV-9) 1942年12月31日就役
  - ヨークタウン (USS Yorktown, CV-10) 1943年4月15日就役
  - イントレピッド (USS Intrepid, CV-11) 1943年8月16日就役
  - ホーネット (USS Hornet, CV-12) 1943年11月29日就役
  - フランクリン (USS Franklin, CV-13) 1944年1月31日就役
  - タイコンデロガ (USS Ticonderoga, CV-14) 1944年5月8日就役
  - ランドルフ (USS Randolph, CV-15) 1944年10月9日就役
  - レキシントン (USS Lexington, CV-16) 1943年2月17日就役
  - バンカーヒル (USS Bunker Hill, CV-17) 1943年5月24日就役
  - ワスプ (USS Wasp, CV-18) 1943年11月24日就役
  - ハンコック (USS Hancock, CV-19) 1944年4月15日就役
  - ベニントン (USS Bennington, CV-20) 1944年8月6日就役
  - ボクサー (USS Boxer, CV-21) 1945年4月16日就役
  - ボノム・リシャール (USS Bonhomme Richard, CV-31) 1944年11月26日就役
  - レイテ (USS Leyte, CV-32) 1946年4月11日就役
  - キアサージ (USS Kearsarge, CV-33) 1946年3月2日就役
  - オリスカニー (USS Oriskany, CV-34) 1950年9月25日就役
  - レプライザル (USS Reprisal, CV-35) 未成
  - アンティータム (USS Antietam, CV-36) 1945年1月28日就役
  - プリンストン (USS Princeton, CV-37) 1945年11月18日就役
  - シャングリラ (USS Shangri-la, CV-38) 1944年9月15日就役
  - レイク・シャンプレイン (USS Lake Champlain, CV-39) 1945年6月3日就役
  - タラワ (USS Tarawa, CV-40) 1945年12月8日就役
  - ヴァリー・フォージ (USS Valley Forge, CV-45) 1946年11月3日就役
  - イオー・ジマ (USS Iwo Jima, CV-46) 未成
  - フィリピン・シー (USS Philippine Sea, CV-47) 1946年5月11日就役
- インディペンデンス級
  - インディペンデンス (USS Independence, CVL-22) 1943年1月14日就役
  - プリンストン (USS Princeton, CVL-23) 1943年2月25日就役
  - ベロー・ウッド (USS Beleau Wood, CVL-24) 1943年3月31日就役
  - カウペンス (USS Cowpens, CVL-25) 1943年5月28日就役
  - モンテレー (USS Monterey, CVL-26) 1943年6月17日就役
  - ラングレー (USS Langley, CVL-27) 1943年8月31日就役
  - カボット (USS Cabot, CVL-28) 1943年7月24日就役
  - バターン (USS Bataan, CVL-29) 1943年11月17日就役
  - サン・ジャシント (USS San Jacinto, CVL-30) 1943年11月15日就役
- ミッドウェイ級
  - ミッドウェイ (USS Midway, CVB-41) 1945年9月10日就役
  - フランクリン・D・ルーズベルト (USS Franklin D.Roosevelt, CVB-42) 1945年10月27日就役
  - コーラル・シー (USS Coral Sea, CVB-43) 1947年10月1日就役
- サイパン級
  - サイパン (USS Saipan, CVL-48) 1946年7月14日就役
  - ライト (USS Wright, CVL-49) 1947年2月9日就役
- ユナイテッド・ステーツ (USS United States, CVA-58) 未成
- フォレスタル級
  - フォレスタル (USS Forrestal, CVA-59) 1955年10月1日就役
  - サラトガ (USS Saratoga, CVA-60) 1956年4月14日就役
  - レンジャー (USS Ranger, CVA-61) 1957年8月10日就役
  - インディペンデンス (USS Independence, CV-62) 1959年1月10日就役
- キティホーク級
  - キティホーク (USS Kitty Hawk, CV-63) 1961年4月21日就役
  - コンステレーション (USS Constellation, CV-64) 1961年10月27日就役
  - アメリカ (USS America, CVA-66) 1965年1月23日就役
  - ジョン・F・ケネディ (USS John F. Kennedy, CV-67) 1968年9月7日就役
- エンタープライズ (USS Enterprise, CVN-65) 1961年11月25日就役
- ニミッツ級
  - ニミッツ (USS Nimitz, CVN-68) 1975年5月3日就役
  - ドワイト・D・アイゼンハワー (USS Dwight D. Eisenhower, CVN-69) 1977年10月18日就役
  - カール・ヴィンソン (USS Carl Vinson, CVN-70) 1982年3月13日就役
  - セオドア・ルーズベルト (USS Theodore Roosevelt,CVN-71) 1986年10月25日就役
  - エイブラハム・リンカーン (USS Abraham Lincoln, CVN-72) 1989年11月11日就役
  - ジョージ・ワシントン (USS George Washington, CVN-73) 1992年7月4日就役
  - ジョン・C・ステニス (USS John C. Stennis, CVN-74) 1995年12月9日就役
  - ハリー・S・トルーマン (USS Harry S. Truman, CVN-75) 1998年7月25日就役
  - ロナルド・レーガン (USS Ronald Reagan, CVN-76) 2003年7月12日就役
  - ジョージ・H・W・ブッシュ (USS George H. W. Bush, CVN-77) 2009年1月10日就役
- ジェラルド・R・フォード級
  - ジェラルド・R・フォード(USS Gerald R. Ford, CVN-78) 2017年7月22日就役
  - ジョン・F・ケネディ (USS John F. Kennedy, CVN-79) 建造中
  - エンタープライズ (USS Enterprise, CVN-80) 計画中
  - ドリス・ミラー (USS Doris Miller, CVN-81) 計画中

※ 太字は、2020年1月時点の現役艦。

## 船体番号順/艦名順
| 船体番号順 - ラングレー (USS Langley, CV-1) - レキシントン (USS Lexington, CV-2) - サラトガ (USS Saratoga, CV-3) - レンジャー (USS Ranger, CV-4) - ヨークタウン (USS Yorktown, CV-5) - エンタープライズ (USS Enterprise, CV-6) - ワスプ (USS Wasp, CV-7) - ホーネット (USS Hornet, CV-8) - エセックス (USS Essex, CV-9) - ヨークタウン (USS Yorktown, CV-10) - イントレピッド (USS Intrepid, CV-11) - ホーネット (USS Hornet, CV-12) - フランクリン (USS Franklin, CV-13) - タイコンデロガ (USS Ticonderoga, CV-14) - ランドルフ (USS Randolph, CV-15) - レキシントン (USS Lexington, CV-16) - バンカーヒル (USS Bunker Hill, CV-17) - ワスプ (USS Wasp, CV-18) - ハンコック (USS Hancock, CV-19) - ベニントン (USS Bennington, CV-20) - ボクサー (USS Boxer, CV-21) - インディペンデンス (USS Independence, CVL-22) - プリンストン (USS Princeton, CVL-23) - ベロー・ウッド (USS Beleau Wood, CVL-24) - カウペンス (USS Cowpens, CVL-25) - モンテレー (USS Monterey, CVL-26) - ラングレー (USS Langley, CVL-27) - カボット (USS Cabot, CVL-28) - バターン (USS Bataan, CVL-29) - サン・ジャシント (USS San Jacinto, CVL-30) - ボノム・リシャール (USS Bonhomme Richard, CV-31) - レイテ (USS Leyte, CV-32) - キアサージ (USS Kearsarge, CV-33) - オリスカニー (USS Oriskany, CV-34) - レプライザル (USS Reprisal, CV-35) - アンティータム (USS Antietam, CV-36) - プリンストン (USS Princeton, CV-37) - シャングリラ (USS Shangri-la, CV-38) - レイク・シャンプレイン (USS Lake Champlain, CV-39) - タラワ (USS Tarawa, CV-40) - ミッドウェイ (USS Midway, CVB-41) - フランクリン・D・ルーズベルト (USS Franklin D.Roosevelt, CVB-42) - コーラル・シー (USS Coral Sea, CVB-43) - CVB-44 建造キャンセル - ヴァリー・フォージ (USS Valley Forge, CV-45) - イオー・ジマ (USS Iwo Jima, CV-46) - フィリピン・シー (USS Philippine Sea, CV-47) - サイパン (USS Saipan, CVL-48) - ライト (USS Wright, CVL-49) - CV-50 - CV-57 建造キャンセル - ユナイテッド・ステーツ (USS United States, CVA-58) - フォレスタル (USS Forrestal, CVA-59) - サラトガ (USS Saratoga, CVA-60) - レンジャー (USS Ranger, CVA-61) - インディペンデンス (USS Independence, CV-62) - キティホーク (USS Kitty Hawk, CV-63) - コンステレーション (USS Constellation, CV-64) - エンタープライズ (USS Enterprise, CVN-65) - アメリカ (USS America, CVA-66) - ジョン・F・ケネディ (USS John F. Kennedy, CV-67) - ニミッツ (USS Nimitz, CVN-68) - ドワイト・D・アイゼンハワー (USS Dwight D. Eisenhower, CVN-69) - カール・ヴィンソン (USS Carl Vinson, CVN-70) - セオドア・ルーズベルト (USS Theodore Roosevelt,CVN-71) - エイブラハム・リンカーン (USS Abraham Lincoln, CVN-72) - ジョージ・ワシントン (USS George Washington, CVN-73) - ジョン・C・ステニス (USS John C. Stennis, CVN-74) - ハリー・S・トルーマン (USS Harry S. Truman, CVN-75) - ロナルド・レーガン (USS Ronald Reagan, CVN-76) - ジョージ・H・W・ブッシュ (USS George H. W. Bush, CVN-77) - ジェラルド・R・フォード (USS Gerald R. Ford, CVN-78) - ジョン・F・ケネディ (計画中) (USS John F. Kennedy, CVN-79) - エンタープライズ (計画中) (USS Enterprise, CVN-80) | 艦名順 - エイブラハム・リンカーン (USS Abraham Lincoln, CVN-72) - アメリカ (USS America, CVA-66) - アンティータム (USS Antietam, CV-36) - バターン (USS Bataan, CVL-29) - ベロー・ウッド (USS Beleau Wood, CVL-24) - ベニントン (USS Bennington, CV-20) - ボノム・リシャール (USS Bonhomme Richard, CV-31) - ボクサー (USS Boxer, CV-21) - バンカーヒル (USS Bunker Hill, CV-17) - カボット (USS Cabot, CVL-28) - カール・ヴィンソン (USS Carl Vinson, CVN-70) - コンステレーション (USS Constellation, CV-64) - コーラル・シー (USS Coral Sea, CVB-43) - カウペンス (USS Cowpens, CVL-25) - ドワイト・D・アイゼンハワー (USS Dwight D. Eisenhower, CVN-69) - エンタープライズ (USS Enterprise, CV-6) - エンタープライズ (USS Enterprise, CVN-65) - エンタープライズ (USS Enterprise, CVN-80) - エセックス (USS Essex, CV-9) - フォレスタル (USS Forrestal, CVA-59) - フランクリン (USS Franklin, CV-13) - フランクリン・D・ルーズベルト (USS Franklin D.Roosevelt, CVB-42) - ジョージ・H・W・ブッシュ(USS George H. W. Bush, CVN-77) - ジョージ・ワシントン (USS George Washington, CVN-73) - ジェラルド・R・フォード (USS Gerald R. Ford, CVN-78) - ハンコック (USS Hancock, CV-19) - ハリー・S・トルーマン (USS Harry S. Truman, CVN-75) - ホーネット (USS Hornet, CV-8) - ホーネット (USS Hornet, CV-12) - インディペンデンス (USS Independence, CVL-22) - インディペンデンス (USS Independence, CV-62) - イントレピッド (USS Intrepid, CV-11) - イオー・ジマ (USS Iwo Jima, CV-46) - ジョン・C・ステニス (USS John C. Stennis, CVN-74) - ジョン・F・ケネディ (USS John F. Kennedy, CV-67) - ジョン・F・ケネディ (USS John F. Kennedy, CVN-79) - キアサージ (USS Kearsarge, CV-33) - キティホーク (USS Kitty Hawk, CV-63) - レイク・シャンプレイン (USS Lake Champlain, CV-39) - ラングレー (USS Langley, CV-1) - ラングレー (USS Langley, CVL-27) - レキシントン (USS Lexington, CV-2) - レキシントン (USS Lexington, CV-16) - レイテ (USS Leyte, CV-32) - ミッドウェイ (USS Midway, CVB-41) - モンテレー (USS Monterey, CVL-26) - ニミッツ (USS Nimitz, CVN-68) - オリスカニー (USS Oriskany, CV-34) - フィリピン・シー (USS Philippine Sea, CV-47) - プリンストン (USS Princeton, CVL-23) - プリンストン (USS Princeton, CV-37) - ランドルフ (USS Randolph, CV-15) - レンジャー (USS Ranger, CV-4) - レンジャー (USS Ranger, CVA-61) - レプライザル (USS Reprisal, CV-35) - ロナルド・レーガン (USS Ronald Reagan, CVN-76) - サイパン (USS Saipan, CVL-48) - サン・ジャシント (USS San Jacinto, CVL-30) - サラトガ (USS Saratoga, CV-3) - サラトガ (USS Saratoga, CVA-60) - シャングリラ (USS Shangri-la, CV-38) - タラワ (USS Tarawa, CV-40) - セオドア・ルーズベルト (USS Theodore Roosevelt,CVN-71) - タイコンデロガ (USS Ticonderoga, CV-14) - ユナイテッド・ステーツ (USS United States, CVA-58) - ヴァリー・フォージ (USS Valley Forge, CV-45) - ワスプ (USS Wasp, CV-7) - ワスプ (USS Wasp, CV-18) - ライト (USS Wright, CVL-49) - ヨークタウン (USS Yorktown, CV-5) - ヨークタウン (USS Yorktown, CV-10) - CVB-44 建造キャンセル - CV-50 - CV-57 建造キャンセル |